# Rudolph Lepke

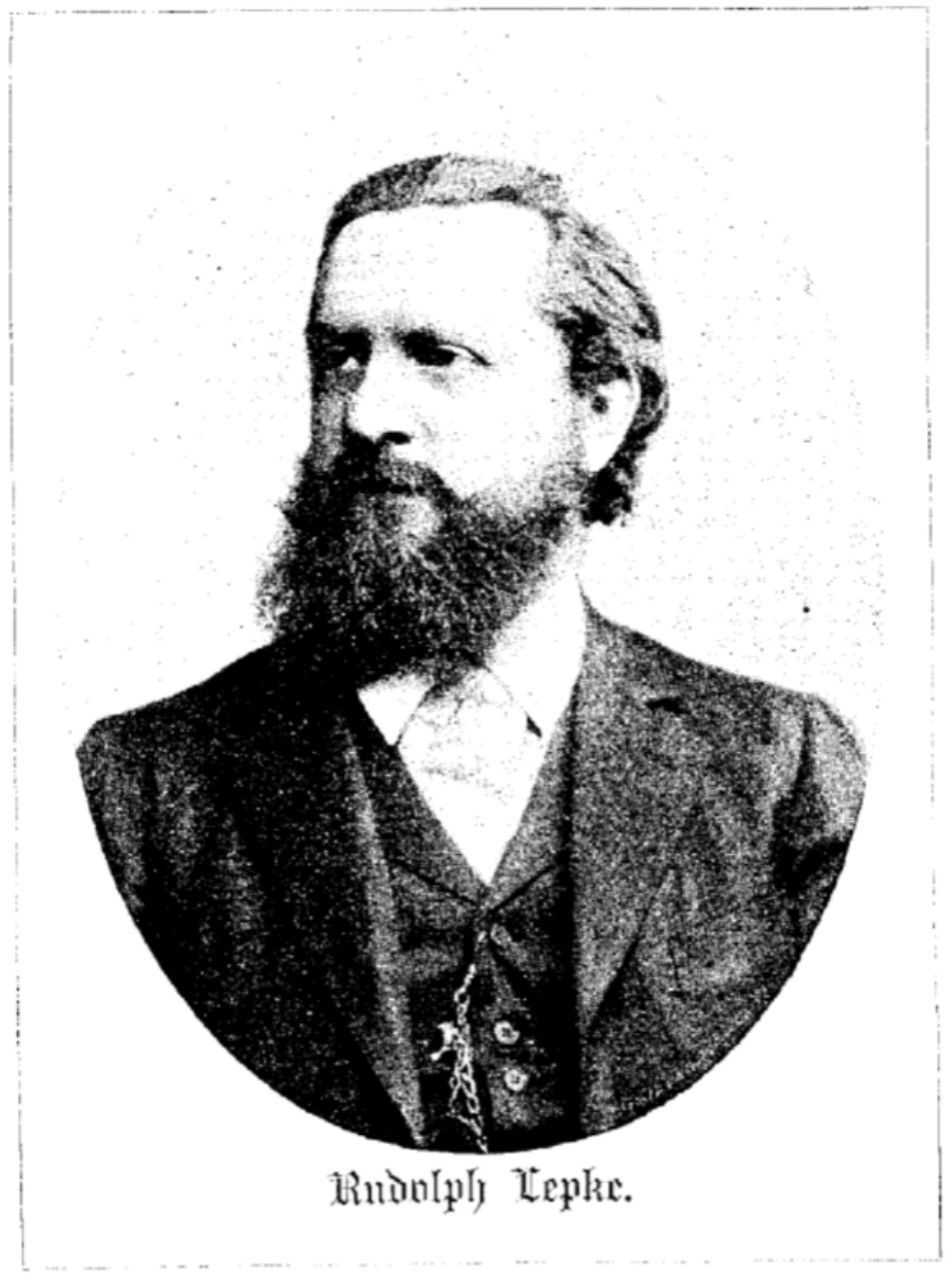
Rudolph Lepke

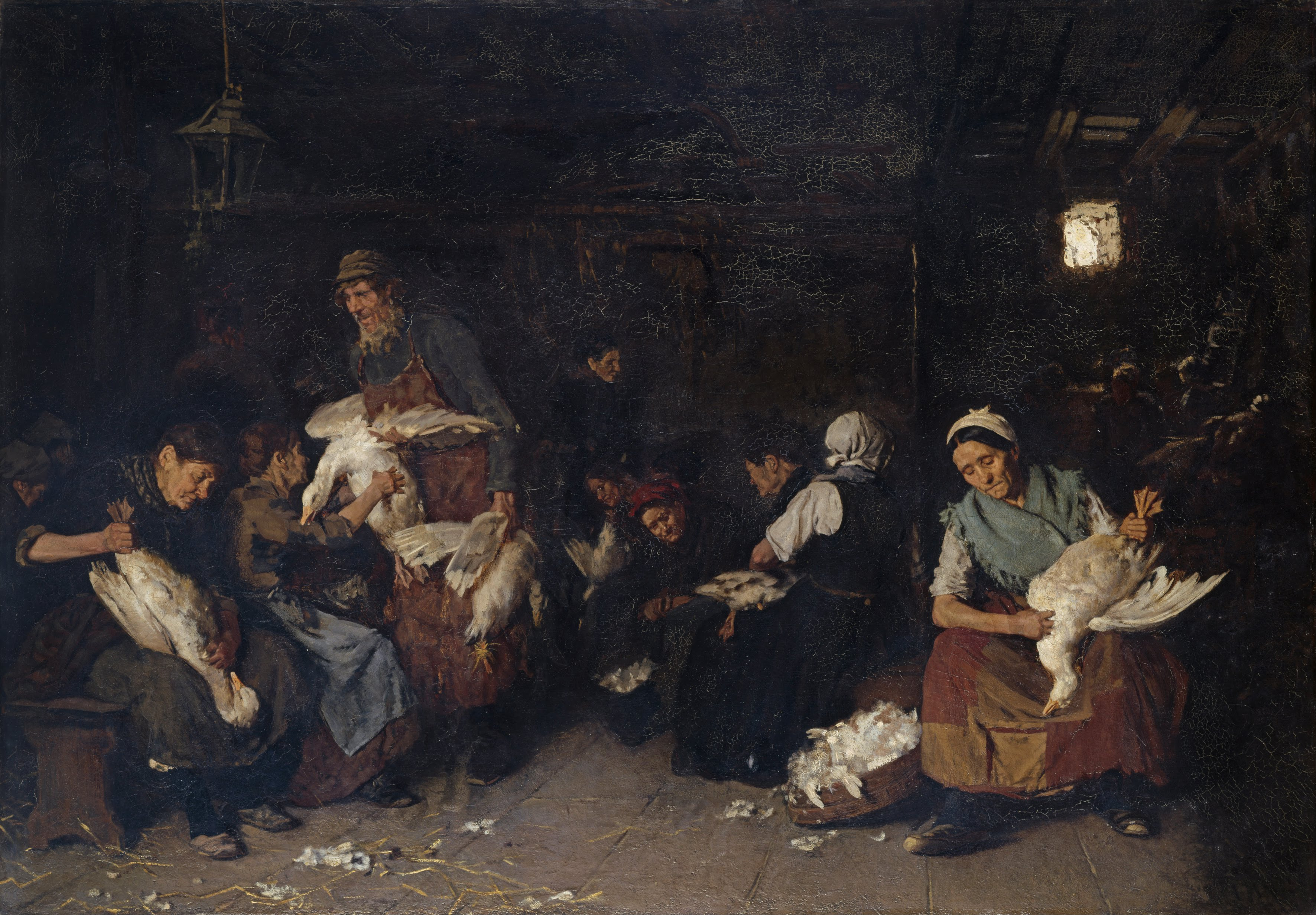
Max Liebermanns Gänserupferinnen wurde in den 1870er Jahren zweimal von Lepke erworben und verkauft: 1872 in Hamburg an Bethel Henry Strousberg verkauft, bei seinem Konkurs mit seiner Sammlung erworben und an Louis Liebermann verkauft

Paul Ludwig Rudolph Lepke, auch Rudolf (* 12. Mai 1845 in Berlin; † 6. September 1904 in Charlottenburg) war ein deutscher Kunsthändler. Er gründete 1869 mit Rudolph Lepke’s Kunst-Auctions-Haus das erste Kunstauktionshaus in Berlin.

## Leben und Wirken
Rudolph Lepke war der Sohn des Hofkunsthändlers Louis Eduard Lepke, der hauptsächlich mit Gemälden alter Meister und Kupferstichen handelte. Er wuchs, ebenso wie gleichzeitig Robert Dohme, im damals so genannten ehemaligen königlichen Palais (Kronprinzenpalais) auf, das zu diesem Zeitpunkt Dienstwohnungen der Hofbeamten beherbergte. Sein Großvater Nathan Levi Lepke (* 7. Januar 1779 in Dessau; † 21. Juni 1864 in Berlin) war aus Dessau nach Berlin gekommen, hatte hier am 16. März 1842 das Bürgerrecht erworben und führte zunächst in der Behrenstraße 27 die Kunsthandlung N. L. Lepke.
Rudolph Lepke lernte zunächst Buchhändler und begann in den frühen 1860er Jahren als Kunsthändler im Familienunternehmen, das nach dem Tod des Großvaters gemeinschaftlich von seinem Vater Louis Eduard Lepke und seinem Onkel Julius Lepke unter der Firma N.L. Lepke fortgeführt wurde. 1869 eröffneten sie den Gemäldesalon Lepke im Haus des Preußischen Ministeriums der geistlichen, Unterrichts- und Medicinal-Angelegenheiten im ehemaligen Palais Cumberland Unter den Linden 4a, Ecke Wilhelmstraße (heute Unter den Linden 71, genutzt vom Deutschen Bundestag). 1885/86, nach dem Tod der Brüder, übernahm Rudolph das nunmehr als Rudolph Lepke’s Kunst-Auctions-Haus firmierende Unternehmen und zog in die Kochstraße 28/29. Die Räume Unter den Linden übernahm Eduard Schulte. 1875 erschien Lepkes 100. Katalog, 1884 der 500. und 1895 der 1000. Katalog. Sein Spezialgebiet war die Versteigerung ganzer Nachlässe und Stücke der preußischen Geschichte und des Königshauses, womit er einen eigenen Sammlermarkt in Berlin aufbaute. Lepke gehörte zu den Förderern des Hohenzollernmuseums; seine Schenkungen von Erinnerungsstücken an Königin Luise füllten eine eigene Vitrine.
Lepke war mit Wilhelm von Bode befreundet, der 1887 bei Lepke 1062 Gemälde aus dem Depot der Nationalgalerie versteigern ließ.
Er war lange Jahre hindurch Sachverständiger für Kunstsachen am Königlichen Landgericht I und städtischer Auktionskommissar.
1900 gab er das Auktionshaus ab. Neue Eigentümer wurden zu je einem Drittel sein langjähriger Mitarbeiter, der Kunsthistoriker Hans Carl Krüger, sowie die Brüder Dr. jur. Adolf Wolffenberg und Gustav Wolffenberg. (Zur weiteren Geschichte siehe Rudolph Lepke’s Kunst-Auctions-Haus.)
Lepke starb nach langem, schwerem Leiden in seinem Haus Charlottenstraße 16, nachdem ihm noch kurz zuvor der Preußische Kronenorden III. Klasse verliehen worden war, und wurde am 9. September 1904 auf dem St. Petrikirchhof in der Friedenstraße in Berlin-Friedrichshain beigesetzt.